# Saint-Aubin-de-Losque
Saint-Aubin-de-Losque (Saint-Aubin-de-Loque à la date de la fusion avec Saint-Martin-des-Champs) est une ancienne commune de la Manche.

## Toponymie
Le nom de la localité est attesté sous les formes Losca en 1273, Saint-Aubin-de-Loocq en 1793, Saint-Aubin-de-Loque en 1831.
Saint -Aubin pour Aubin d'Angers, évêque d'Angers à partir de 529, saint breton, qui a laissé son nom à de nombreux lieux. Il est aussi dénommé parfois saint Albin.
Losque du vieux français osche, « terrain clos de haies ».

## Histoire
Dans la première moitié du XIIe siècle, la paroisse relevait de l'honneur du Hommet.
En 1790, Joachim Osmont représentait Saint-Aubin-de-Losque à l'Assemblée primaire du canton d'Esglandes.
Elle fusionne en 1831 avec Saint-Martin-des-Champs pour former la nouvelle commune des Champs-de-Losque.

## Population
| 1793 | 1800 | 1806 | 1821 | 1831 |
| ---- | ---- | ---- | ---- | ---- |
| 447  | 442  | 491  | 491  | 438  |

## Administration

### Circonscriptions administratives avant la Révolution
- Généralité : Caen
- Élection : Carentan et Saint-Lô (1612/1636), puis élection de Saint-Lô (1713).
- Sergenterie : Carentan.

## Religion

### Circonscriptions ecclésiastiques avant la Révolution
- Diocèse : Coutances.
- Archidiaconé : Val de Vire.
- Doyenné : Le Hommet.

## Personnalité liées à la commune
- Jehan Le Marchand († 1509), curé de Saint-Aubin-de-Losque, grand doyen et chanoine d'Avranches. Il est inhumé dans une chapelle de la cathédrale de Coutances[5].